# Харазян, Амо Гевондович

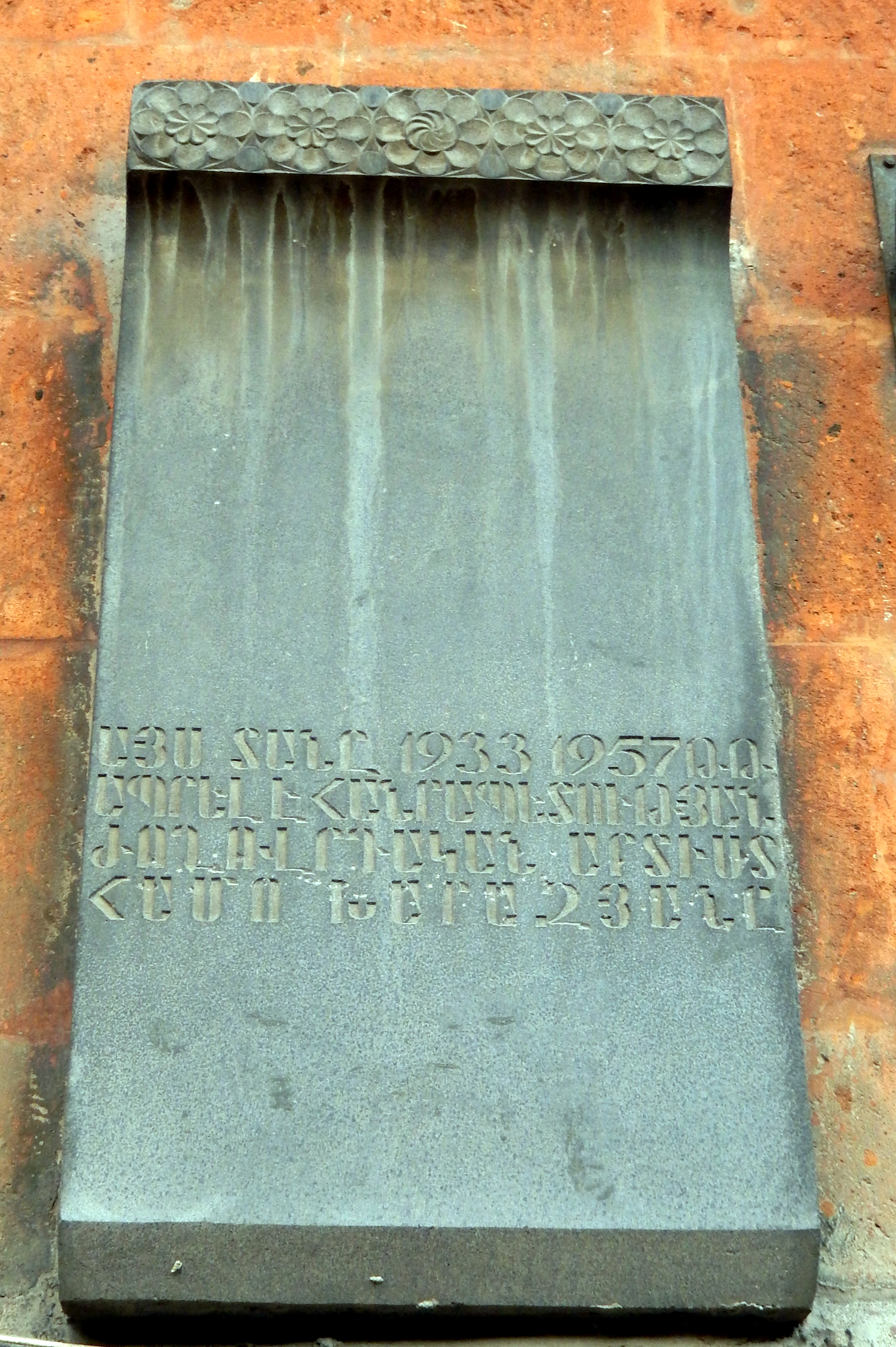
Меморальная доска А. Харазяну в Ереване

Амо (Амазасп) Гевондович Харазян (арм. Ամո Խարազյան; 8 апреля 1880, Тифлис, Российская империя — 6 августа 1957, Ереван, Армянская ССР, СССР) — советский армянский театральный деятель, режиссёр, актёр театра, переводчик. Народный артист Армянской ССР (1933). Видный деятель национального театра, популяризатор сценического искусства среди широких масс зрителей.

## Биография
Учился в Нерсисянской школе. Увлекался театром с ранних лет. В 1896 году отправился в Москву, где в 1896—1898 годах обучался в Московском музыкально-драматическом училище филармонического общества, ученик В. И. Немировича-Данченко.
Дебютировал на театральной сцене в Тифлисе в 1898 году. Организовывал спектакли в рабочих районах Тифлиса и по совету Степана Шаумяна для рабочих бакинских нефтепромыслов. В 1906 году отправился в Париж, где знакомился с театральным искусством.
В 1908 году создал труппу «Новая драма». С 1915 году руководил армянской драматической труппой Народного дома им. Зубалова. Демократическая направленность деятельности А. Харазяна определила значение его творчества и популярность среди широких кругов зрителя. В 1915—1918 годах возглавлял театральную группу «Студенческо-драматического общества», в 1918 году — рабочую театральную группу литературно-художественного коллектива «Пролеткульт».
В 1920 году организовал в Караклисе (ныне — Ванадзор) один из первых советских театров, тогда же в Ереване — Передвижной театр, выступавший в Армении и других республиках Закавказья. С 1926 года назывался Сельским театром, в 1928 году на основе этого коллектива был создан Государственный передвижной театр, которому в 1933 году было присвоено имя А. Харазяна. С 1950 года работал в Эчмиадзине (театр был закрыт в 1952 г.). Имя А. Харазяна с 1955 года носит Арташатский театр.
Под его руководством было поставлено более 100 спектаклей в различных театрах, сыграл около 300 ролей.

## Избранные театральные роли
- Отелло («Отелло» Шекспира),
- Коррадо («Семья преступника» Джакометти),
- Элизбаров («Из-за чести» Ширванзаде),
- Раевский («Рождённые бурей» по Н. Островскому)
- Уриэль Акоста (о. п. Гуцкова)
- Царь Эдип (о. п. Софокла)
- Кавалер («Трактирщица» Гольдони)
- Берсенев («Разлом» Б. Лавренёва) и др.

## Избранные постановки
- «Ярость» по Яновскому (1930),
- «Станционный смотритель» по Пушкину (1937),
- «Из-за хлеба» по Прошяну (1936) и др.

Автор переводов пьес, инсценировок («Станционный смотритель» по Пушкину, «Из-за хлеба» по Прошяну, «Рождённые бурей» по Н. Островскому).

## Награды
- Награждён тремя орденами Трудового Красного Знамени (в т.ч. 27.06.1956[3]).
- Народный артист Армянской ССР (1933).